# Hoàng Anh Tuấn
Hoàng Anh Tuấn (Quế Võ, Bắc Ninh, 12 februari 1985) is een Vietnamees gewichtheffer.
Hoàng won tijdens de Wereldkampioenschappen gewichtheffen in 2006 de bronzen medaille. Tijdens de Olympische Zomerspelen in Peking won hij voor Vietnam de zilveren medaille met een totaal van 290 kg in de klasse tot 56 kg. Deze medaille was de tweede Olympische Medaille na de Zilveren medaille van Trần Hiếu Ngân in 2000 in Sydney. 